# بيناجام
بيناجام (بالإنجليزية: Penajam)‏ هي district of Indonesia تقع في إندونيسيا في North Penajam Paser Regency. يقدر عدد سكانها وترتفع عن سطح البحر 0 متر.